# لهحافنة (عين الدفالي)
لهحافنة هي إحدى مشيخات المملكة المغربية، تتبع جغرافيا لإقليم سيدي قاسم وإداريًا لعين الدفالي. يقدر عدد سكانها بـ 2479 نسمة حسب الإحصاء الرسمي للسكان والسكنى لسنة 2004.